# Oblast autonome de Touva
L'oblast autonome de Touva a été créé le 11 octobre 1944 lors de l'annexion de la République populaire touvaine. Son centre administratif était la ville de Kyzyl. Le 10 octobre 1961, par oukase de Léonid Brejnev, il a été transformé en République socialiste soviétique autonome de Touva. Le centre administratif est la ville de Kyzyl.

## Histoire
Le 11 octobre 1944, le Tannou-Touva, reconnu par l'URSS comme indépendant, devient une partie de l'URSS en tant que région autonome de Tuva (région autonome de Tuva) dans le cadre de la RSFSR.
Le 10 octobre 1961, l'Okrug autonome de Tuva est transformé en République socialiste soviétique autonome de Tuva.

## Division administrative
En août 1945, il y a 16 khoshuns (districts) et une ville de subordination régionale - Kyzyl dans la région autonome de Tuva :
- Bai-Taiginsky khoshun - le centre du village. Tali,
- Barun-Khemchiksky - avec. Kyzyl-Mazhalyk,
- Dzun-Khemchiksky - Tchadien,
- Kaa-Khemsky - s. Saryg-Sep,
- Kyzylsky - M. Kyzil,
- Mongun-Taiginsky - avec. Mugur-Aksy,
- Ovyursky - s. Khandagaity,
- Piy-Khemsky - M. Touran,
- Sut-Kholsky - p. Sug-Aksy,
- Tandinsky - s. Bai-Hak,
- Tere-Kholsky - s. Chirgalandie,
- Tes-Khemski - s. Samalaltaï,
- Todjinski - s. Tora-Khem,
- Ouloug-Khemski - Chagonar,
- Chaa-Kholsky - p. chaa-hol,
- Erzinski - s. Saryg-Bulun.

Le 23 février 1953, les districts de Mongun-Taiginsky et Tere-Kholsky sont abolis.
Le 28 mars 1957, la région de Kyzyl est abolie.
Le 11 avril 1961, les districts de Sut-Kholsky et Chaa-Kholsky sont abolis.
Avant d'être transformée en République socialiste autonome, l'oblast se compose de 11 districts :
- Bai-Taiginsky, Barun-Khemchiksky, Dzun-Khemchiksky, Kaa-Khemsky, Ovyursky, Piy-Khemsky, Tandinsky, Tes-Khemsky, Todzhinsky, Ulug-Khemsky, Erzinsky.